# Tellima grandiflora
Tellima grandiflora là một loài thực vật có hoa trong họ Saxifragaceae. Loài này được (Pursh) Douglas ex Lindl. miêu tả khoa học đầu tiên năm 1828.